# Заповітненська сільська рада
| Заповітненська сільська рада — колишній орган місцевого самоврядування у Кам'янсько-Дніпровському районі Запорізької області з адміністративним центром у с-щі Заповітне. Історична дата утворення: 1976 рік. Водоймища на території, підпорядкованій даній сільській раді: Каховське водосховище. Сільській раді були підпорядковані населені пункти: - с-ще Заповітне - с. Степове |

## Склад ради
Рада складалася з 16 депутатів та голови.
Партійний склад ради: Партія регіонів — 13, КПУ — 2, Народна Партія — 1.

### Керівний склад ради
| ПІБ                       | Основні відомості                                                                       | Дата обрання | Дата звільнення |
| ------------------------- | --------------------------------------------------------------------------------------- | ------------ | --------------- |
| Бакута Андрій Андрійович  | Сільський голова, 1959 року народження, освіта, безпартійний                            | 26.03.2006   | 31.10.2010      |
| Жаравін Вадим Віталійович | Сільський голова, 1963 року народження, освіта середня спеціальна, член Партії регіонів | 31.10.2010   |                 |

Примітка: таблиця складена за даними джерела